# Brenda Espinoza López
Brenda Espinoza López (19 de junio de 1988) es una política mexicana, miembro del partido Movimiento Regeneración Nacional (Morena). Ha sido diputada a partir de 2018 y reelegida en el cargo en 2021.

## Biografía
Es licenciada en Economía egresada de la Universidad Autónoma Metropolitana Unidad Iztapalapa. Durante su periodo como estudiante en dicha institución fue promotora del Consejo Estudiantil Universitario, e integrante de Jóvenes y Estudiantes de Morena (MORENAJE).
De 2006 a 2009 fue auxiliar contable y de 2009 a 2012 asesora financiera, ambos en la tesorería municipal de Yecapixtla, Morelos. De 2012 a 2014 laboró como proyectista en la Secretaría de Desarrollo Agrario, Territorial y Urbano, y de 2014 a 2015 laboró en la tesorería municipal de Jiutepec, Morelos, primero como primero como asesora de la Subsecretaria de Predial y Catastro y luego como jefa de Ingresos. Desde 2014 fue integrante de Morena.
De 2015 a 2016 fue titular de la Dirección de la Escuela de Regularización Educar y de 2016 a 2018 fue analista de Bases de Datos Corporativas en Grupo PROMASS. En 2018 fue elegida diputada federal por representación proporcional a la LXIV Legislatura que concluiría en 2021; en ella, fue secretaria de la comisión de Presupuesto y Cuenta Pública; e integrante de las comisiones de Economía, Comercio y Competitividad; y, de Trabajo y Previsión Social. 
No concluyó su periodo constitucional pues se separó de él mediante licencia a partir del 1 de abril de 2021 para buscar la reelección en el cargo, pero en esta ocasión postulada como candidata de la coalición Juntos Hacemos Historia a diputada por el Distrito 4 de Morelos. Triunfadora en la elección, integró la LXV Legislatura y en la que fue secretaria de la Mesa Directiva.